# 1998 في العراق
فيما يلي قوائم الأحداث التي وقعت خلال عام 1998 في العراق.

## أحداث

### يناير
- 26 يناير – شاهندة، ممثلة عراقية.

## وفيات
- 23 فبراير - محمد تقي مهدي، صحفي عراقي.
- 27 سبتمبر - هادي العلوي، مفكر عراقي.